# Mediekonststad
Mediekonststad (engelska: City of Media Arts) är ett begrepp inom Unescos program Unesco Creative Cities Network som lanserades 2004 för att främja samarbete mellan städer som använder sig av kreativitet som viktig faktor för sin stadsutveckling. 
Unesco utnämner mediekonststäder. Vid årsskiftet 2018/2019 fanns 14 nyamediakonststäder i 13 länder.

## Utnämnda mediekonststäder
| År   | Stad              | Land           |
| ---- | ----------------- | -------------- |
| 2015 | Austin            | USA            |
| 2017 | Braga             | Portugal       |
| 2017 | Changsha          | Kina           |
| 2014 | Dakar             | Senegal        |
| 2013 | Enghien-les-Bains | Frankrike      |
| 2014 | Gwangju           | Sydkorea       |
| 2017 | Guadalajara       | Mexiko         |
| 2017 | Košice            | Slovakien      |
| 2014 | Linz              | Österrike      |
| 2008 | Lyon              | Frankrike      |
| 20   | Sapporo           | Japan          |
| 2014 | Tel Aviv-Jaffa    | Israel         |
| 2017 | Toronto           | Kanada         |
| 2013 | York              | Storbritannien |